# 露朝陸路通商条約
露朝陸路通商条約（ろちょうりくろつうしょうじょうやく）は、1888年8月20日にロシア帝国と李氏朝鮮が結んだ条約である。朝露陸路通商章程ともいう。

主な内容は次の通り
- 慶興を通商に開く
- 慶興にロシア領事館を設置し領事は裁判権を持つ
- ロシア人は慶興から100里（朝鮮の1里は約400m）以内を旅券なしに旅行できる
- 輸出入とも関税は5％
- 密輸防止規定、無税品目、禁輸品目、などの条項